# Ghiacciaio Gunnestad
Il ghiacciaio Gunnestad (in inglese: "Gunnestad glacier") è un ghiacciaio lungo circa 22 km situato sulla costa della Principessa Ragnhild, nella Terra della Regina Maud, in Antartide. Il ghiacciaio, il cui punto più alto si trova a circa 1370 m s.l.m., si trova in particolare nei monti Sør Rondane, dove fluisce verso nord scorrendo tra il monte Widerøe e il monte Walnum.

## Storia
Il ghiacciaio Gunnestad è stato mappato nel 1957 da cartografi norvegesi grazie a fotografie aeree scattate nel corso dell'operazione Highjump, 1946-1947, ed è stato in seguito così battezzato in onore del tenente Alf Gunnestad, che prese parte come pilota alla spedizione norvegese di esplorazione antartica comandata da Lars Christensen nel 1933-34.